# Унутра / Изван : геј и лезбејска хрестоматија
Унутра / Изван : геј и лезбејска хрестоматија (енгл. Inside / Out : Lesbian Theories, Gay Theories) је стручна монографија објављена 1991. године, а коју је приредила Дајан Фас. Српско издање објавио је Центар за женске студије 2003. године у преводу Адријане Захаријевић која је и ауторка појмовника.

## Аутори
Аутори есеја који су сврстани у књигу Унутра / Изван : геј и лезбејска хрестоматија су: Дајан Фас, Мишел Аина Барал, Јудит Батлер, Ричард Дајер, Ли Еделман, Елис Хансон, Томас Јунглинг, Ед Коен, Вејн Костенбом, Ѕудит Мејн, Рилчард Мејер, Д. А. Милер, Реј Наваро, Ѕеф Нунокава, Синди Патон, Катерин Салфилд, Керол-Ен Тајлер, Патриша Вајт и Сајмон Ветни.

## О књизи
Зборник Унутра / Изван : геј и лезбејска хрестоматија је настао након посете његове уреднице II годишњој конференцији геј и лезбејских студија на Универзитету Јејл, и када ју је запрепастио необичан степен активности у геј и лејзбејским областима истраживања: степен повишене продуктивности подтакнуте ентузијазмом, страшћу, тескобом, страхом, жаром и свеопштим метежом. И из те вреве настала је идеја о Унутра / Изван, зборнику нових есеја који у једном тому окупља бар део актуелних радова о различитим медијима, радова који се користе читавим спектром теоретских приступа.
Књига Унутра / Изван : геј и лезбејска хрестоматија је збирка есеја који користе различите приступе (психоанализа, деконструкција, семиотика и теорија дискурса) да би се истражиле репрезентације пола и сексуалне разлике у књижевности, филму, видеу, музици и фотографији. Аутори текстова су се бавили темама као што су сида, порнографија, педагогија, ауторство и активизам. Унутра / Изван помера фокус са секса на сексуалну оријентацију, изазивајући преиспитивање концепата сексуалног и политичког.
Већина есеја у овом зборнику појављује се први пут: неки од њих су првобитно изложени у форми предавања, приређени или за Националну конференцију геј и лезбејских студија или за разноврсне професионалне асоцијације у различитим академским областима, док су остали текстови писани за ову књигу.